# Meta dvojno izginjajoč rombiikozidodekaeder
| Meta dvojno izginjajoč rombiikozidodekaeder | Meta dvojno izginjajoč rombiikozidodekaeder                          |
| ------------------------------------------- | -------------------------------------------------------------------- |
|                                             |                                                                      |
| Vrsta                                       | Johnsonovo telo J80-J81-J82                                          |
| Stranske ploskve                            | 3x2+4 trikotnikov 2+2+4x4 kvadratov 3x2+4 petkotnikov 2 desetkotnika |
| Oglišča                                     | 50                                                                   |
| Robovi                                      | 120                                                                  |
| Konfiguracija oglišča                       | 5x4(4.5.10) 3x2+6x4(3.4.5.4)                                         |
| Grupa simetrije                             | C2v                                                                  |
| Dualni polieder                             | -                                                                    |
| Lastnosti                                   | konveksen                                                            |
| mreža telesa                                |                                                                      |

Meta dvojno izginjajoč rombiikozidodekaeder je eno izmed Johnsonovih teles (J81). Dobimo ga iz rombiikozidodekaedra tako, da odstranimo po dve odstranimo nenasprotni petstrani kupoli. Podobno Johnsonovo telo je izginjajoči rombiikozidodekaeder (J76), kjer pa odstranimo samo eno kupolo. Para izginjajoči rombiikozidodekaeder ima odstranjeni dve nasprotni kupoli. Pri giro dvojno izginjajočem rombiikozidodekaedru pa sta odstranjeni po dve nenasprotni kupoli. (J82), tretja pa je zavrtena za 36º. Pri trojno izginjajočem rombiikozidodekaedru so odstranjene po tri kupole.